# Kontaktushipotézis
A kontaktushipotézis a sztereotipizálás és előítéletesség csökkentésének egyik legismertebb stratégiáját fogalmazza meg. Lényege, hogy a különféle társadalmi csoportok tagjaival való közvetlen érintkezés növelheti az adott csoporttal szembeni rokonszenvet. A kontaktushipotézist Gordon Allport fogalmazta meg 1954-ben.

### Magyarázata
A kontaktushipotézis kiindulópontja, hogy a személyes interakció csökkenti a külső csoporttal szembeni előítéletességet és diszkriminációt. Ez egyfelől azzal magyarázható, hogy a személyes találkozás csökkenti a másik csoport tagjaival szembeni szorongást. Másfelől, a közvetlen kapcsolat olyan információk megosztását teszi lehetővé, amelyek ellentmondhatnak a csoportok egymással szemben táplált sztereotípiáinak, így megkérdőjelezhetik azokat. A külső csoport tagjainak egyénekként való megismerése rávilágíthat, hogy nem minden tag illeszthető be a fennálló csoportsztereotípiába, ez az ellentmondás pedig végső soron a sztereotípia megváltoztatásához vezethet.

### Feltételei
A kontaktushipotézis megfogalmazása óta számos kutatást folytattak az elmélet érvényességének vizsgálatára. Ezek sok esetben arra az eredményre vezettek, hogy a csoportközi kapcsolatok nem csak az előítéletesség és sztereotipizálás csökkenését, hanem akár azok növekedését is eredményezhetik. Mindez arra késztette a szakembereket, hogy pontosabban meghatározzák, milyen körülmények között van a kapcsolatnak előítélet-csökkentő hatása. Az ehhez szükséges optimális feltételek a következők:
- Közös célok: Ha a csoportok összefognak egy közösen megtervezett cél elérése érdekében, ez segíthet megszüntetni az anyagi vagy más jellegű erőforrásokért való küzdelmet.
- Együttműködés: A csoportközi kooperáció folyamatosan új lehetőségeket teremt a külső csoportról fennálló sztereotípiák csökkenésére. Az együttműködés azonban csak akkor megfelelő, ha folyamatos (hiszen az előítéletek csökkenése és a barátságos viszony kialakulása hosszú időbe telhet), és ha sikeres (mert a siker javítja a csoportlégkört, míg a kudarc nagy valószínűséggel egymás hibáztatásához vezet).
- Egyenlő státusz: A csoportok közti interakció csak akkor vezethet jobb viszony kialakulásához, ha a részt vevő felek azonos szinten vannak, legalább az aktuális feladat szempontjából. Ha nagyok a státuszbeli különbségek, a személyes találkozás akár mélyítheti is a csoportok közti ellentéteket.
- Támogató társadalmi normák és intézmények: A kontaktus nem képes érdemben csökkenteni a csoportközi előítéletességet, ha az ellenségeskedés kulturálisan beágyazott és intézményesen támogatott. Ahhoz, hogy a csoportok közötti viszony javulni tudjon, a szociális normáknak indítványozni és segíteni kell a kooperációt, valamint intézményes támogatásra is szükség van.

### A kontaktushipotézis alkalmazása a gyakorlatban
A kontaktushipotézis egyik legismertebb gyakorlati alkalmazása a mozaikmódszer. Az Elliot Aronson és munkatársai által kidolgozott oktatási módszer lényege, hogy a gyerekeket kisebb csoportokra osztják olyan módon, hogy minden csoportba különböző etnikumú és értelmi képességű gyerekek kerüljenek. A módszer nevét arról kapta, hogy a mozaikhoz hasonlóan itt is részekre bontják a tananyagot, és az egyes darabokat kiosztják a gyerekek között. A csoportok a teljes tananyagot csak akkor ismerhetik meg, ha minden tag megtanítja a többieknek a saját részét. A módszer tehát kooperációra, egymás segítésére ösztönzi a gyerekeket.
A vizsgálati eredmények azt mutatják, hogy a mozaikmódszer és a hozzá hasonló kooperatív tanulási stratégiák pozitívabb csoportlégkört teremtenek, mint a hagyományos tanulási módszerek, valamint elősegíthetik a csoportközi baráti kapcsolatok számának növekedését valamint a gyerekek önértékelésének javulását.